# 戴王府遗址
戴王府遗址，位于江苏省常州市金坛，是中华人民共和国江苏省文物保护单位之一。
1982年3月25日，授予江苏省文物保护单位，是一座近现代历史遗迹及革命纪念建筑物。

## 参考

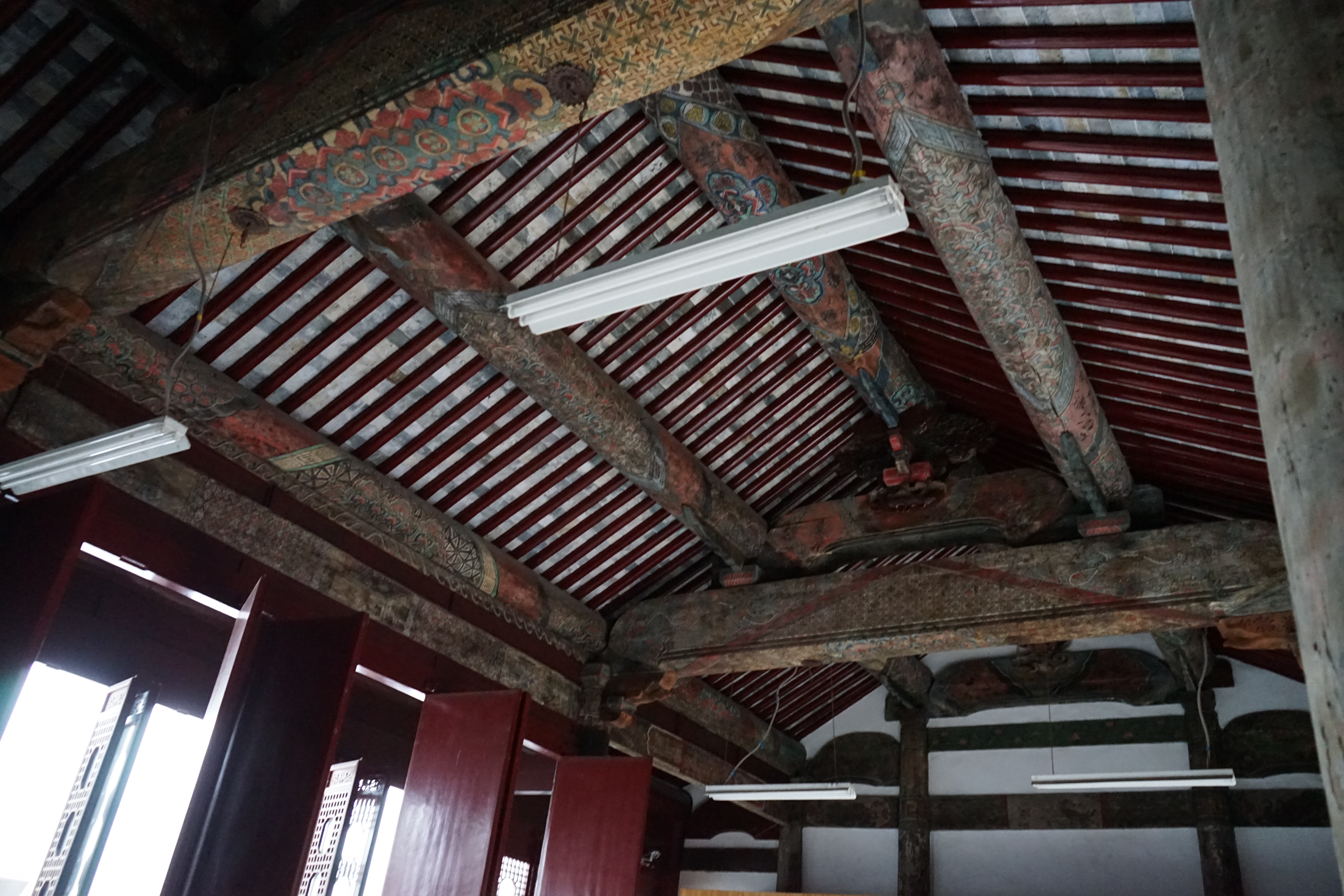
王府中间一间的内部

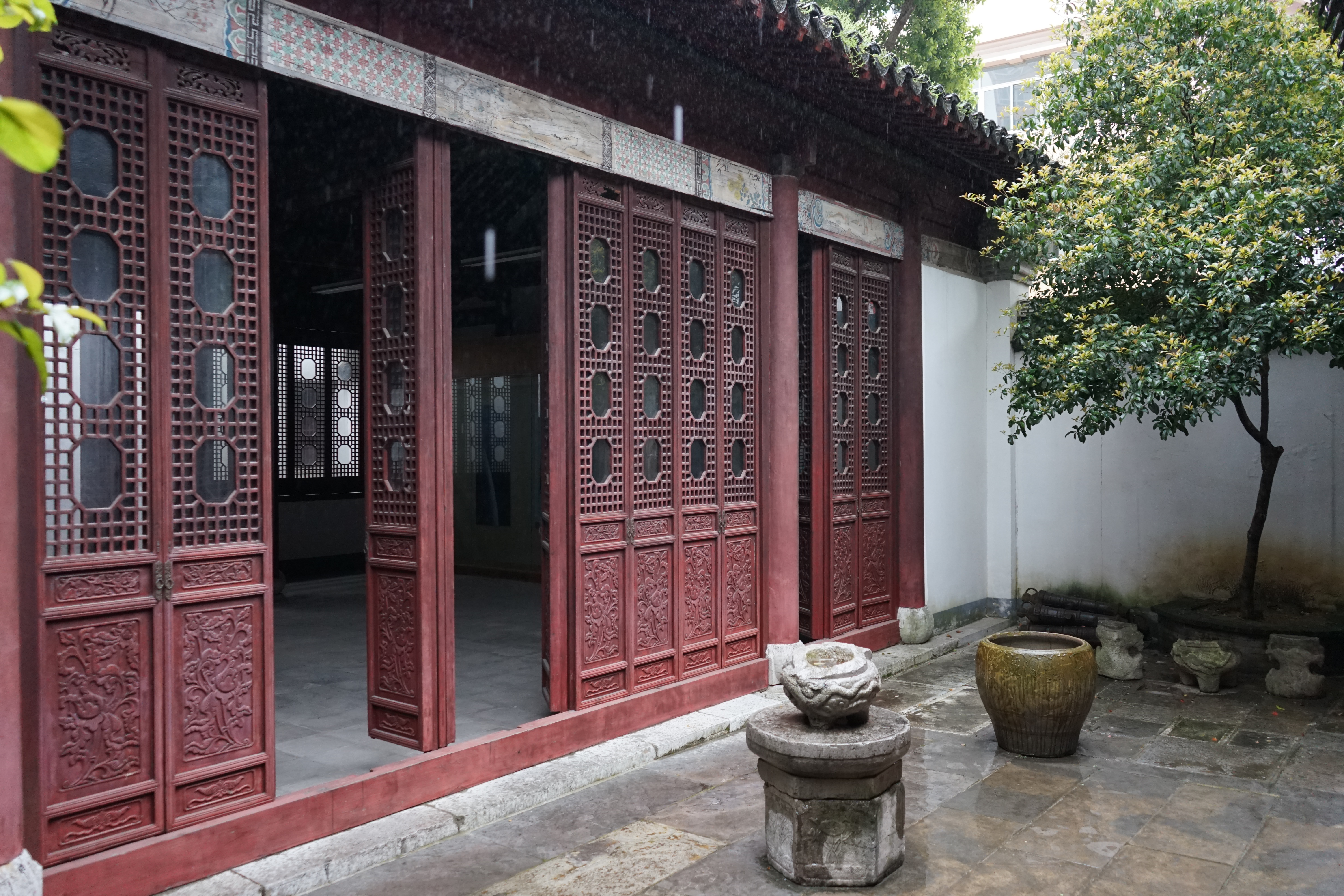
庭院